# Pieve di Teco
Pieve di Teco (Céve in ligure, a Ceive de Tego in grafia unitaria del genovese) è un comune italiano di 1 336 abitanti della provincia di Imperia in Liguria.

## Geografia fisica
Il territorio geografico di Pieve di Teco si allunga in un breve tratto pianeggiante della media valle del torrente Arroscia, alla confluenza con il rio dei Fanghi e sulle prime pendici del monte Frascinello (1120 m).
Il borgo pievese, situato allo sbocco di tre ristrette valli, è dominato da tre principali monti: il Colle di Teco nella zona settentrionale, il Baraccone (860 m) a ponente ed il Colle di Sant'Antonio (detto, anche, Frascinello) nella zona levantina. Altre vette del territorio pievese il Rocca delle Penne (1501 m), il monte Prearba (1446 m), il monte Ciazza del Bausso (1228 m), il monte Bellerasco (1179 m), il Poggio Richermo (1215 m), la Punta Alto (1082 m), il monte dell'Averna (1042 m), il Poggio di Lovegno (926 m), il monte San Bernardo (815 m), il monte Crocetta (642 m).

## Origini del nome
Il toponimo del comune deriva dalle parole in lingua latina di Plebs - comunità o chiesa da cui dipendono altri edifici religiosi rurali - Theicos, un'antica divinità dei Celti da cui deriverebbe il nome del monte su cui sorge Pieve di Teco. Oppure da τεῖχος (teîkhos), cittadella fortificata o castello in lingua greca, a seguito del pur breve dominio dell'Impero Romano d'Oriente nel VI secolo e del suo ruolo nel "limes" della Liguria marittima contro i Longobardi (cfr. Dego).

## Storia

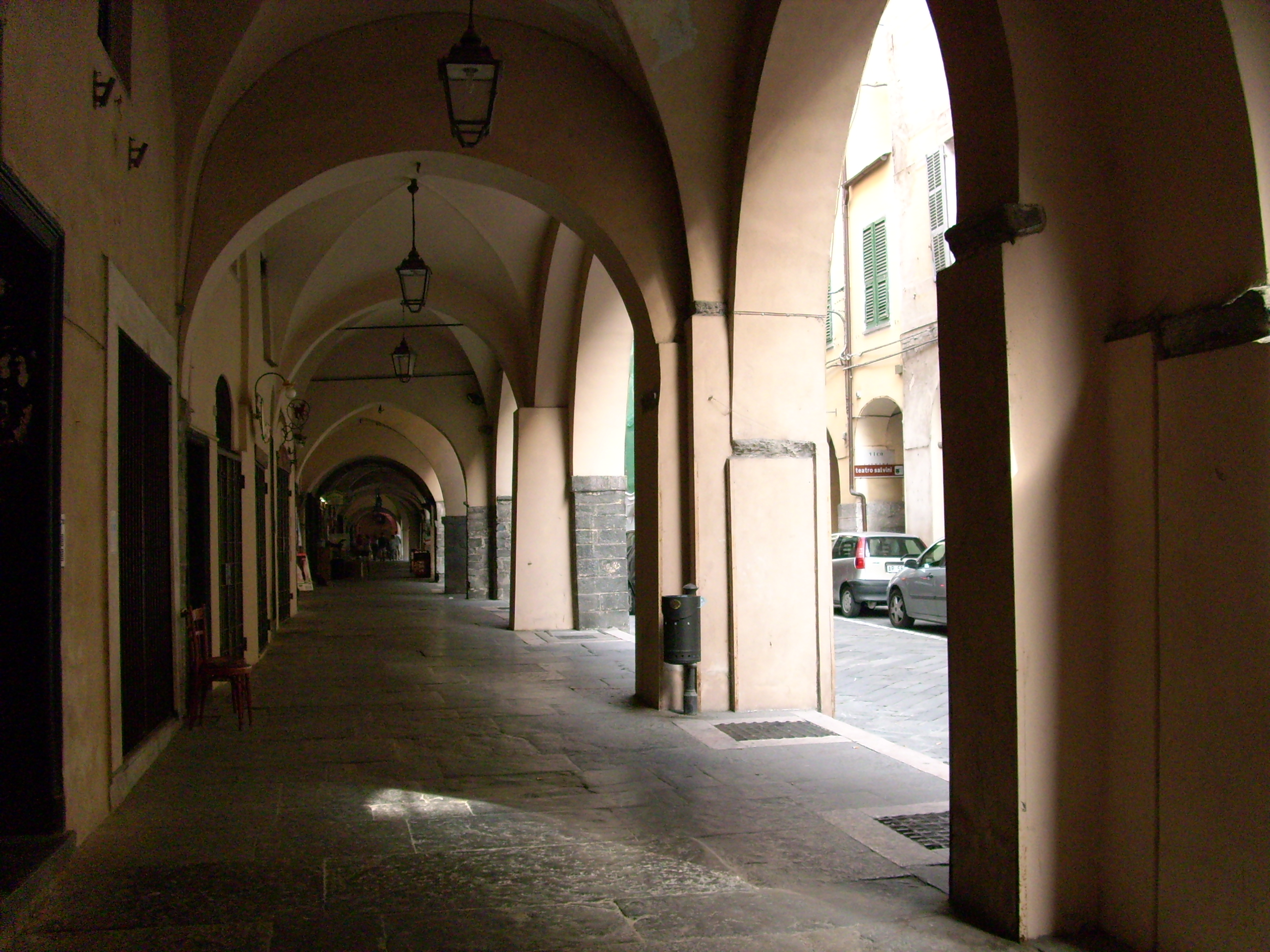
Scorcio dei portici del centro storico

Dominio feudale dei marchesi di Clavesana furono questi ultimi ad erigere presso il monte Teco un castello e ancora nella zona della piana, intorno al 1125, un corpo di guardia e un piccolo fortilizio per il controllo dei traffici e delle merci, e di un forse già preesistente borgo sul bordo del pianoro della Ceive.
L'attuale borgo di Pieve di Teco vide la nascita nel 1233 per volontà del marchese Antonio di Clavesana, feudatario del luogo, alla cui fondazione ed edificazione parteciparono diverse comunità valligiane del territorio dell'Arroscia. L'opera prevedeva l'insediamento di circa 200-300 famiglie nel nuovo borgo che fu munito di un nuovo castello e di una nuova chiesa, l'odierno oratorio di San Giovanni Battista. Nel 1370 i benedettini edificarono la prima pieve parrocchiale della Madonna della Ripa, mentre l'attuale collegiata parrocchiale di San Giovanni Battista venne edificata attorno al 1460.

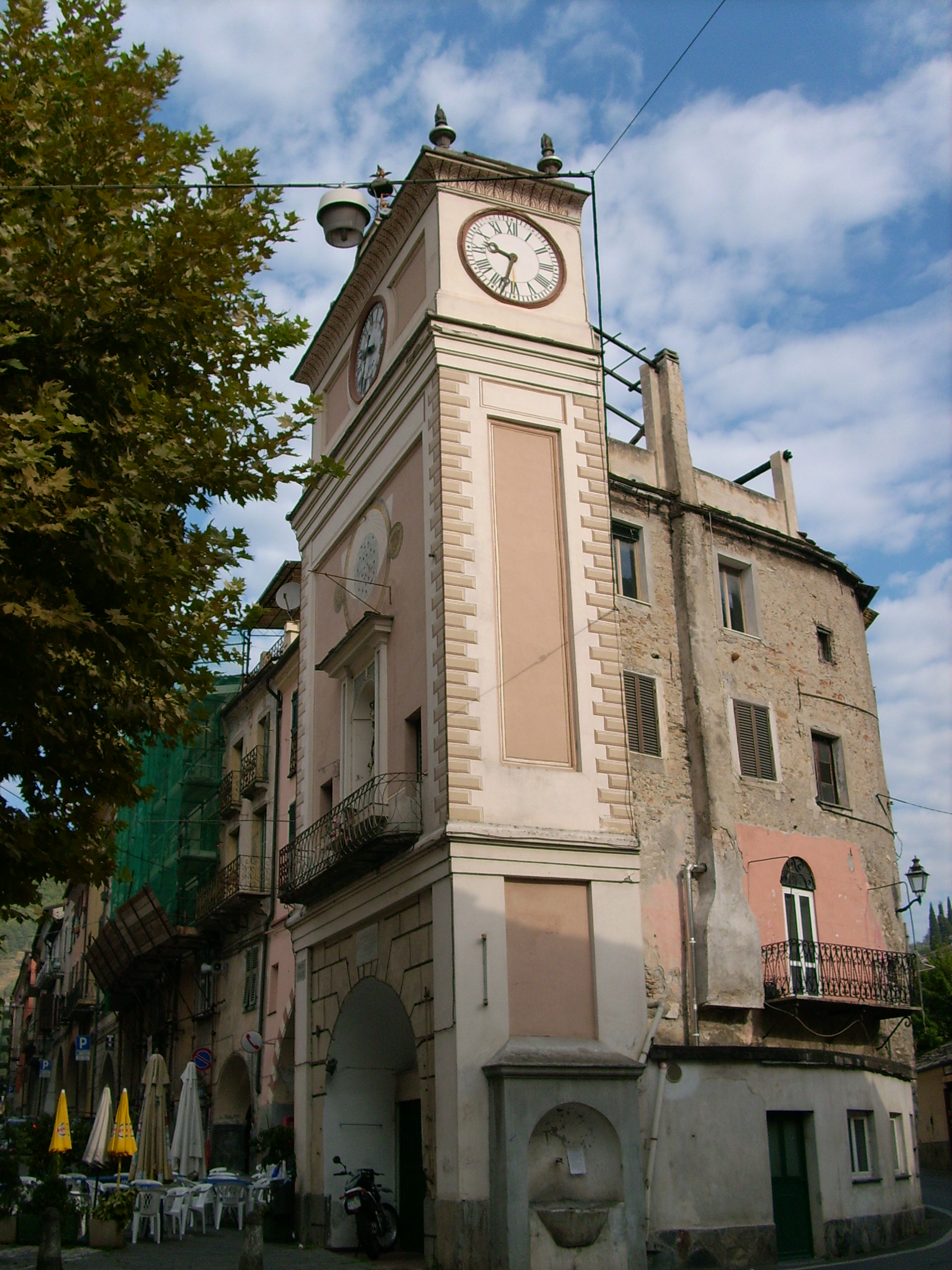
Torre del centro storico pievese

Dal 1386 Pieve di Teco fu sottoposta alla giurisdizione della Repubblica di Genova che conservò l'antico abitato in stile medievale edificato sotto la dominazione dei Clavesana ed erigendola a sede di capitanato. Quest'ultimo fu molto importante per la repubblica genovese, poiché posto alla frontiera con il territorio piemontese, in una zona strategica per il dominio della valle Arroscia.
Per dieci anni - dal 1426 al 1436 - fu occupata da Francesco Spinola, marchese della celebre famiglia genovese, e dopo anni di alternanza nella dominazione feudale, nel 1512, la Repubblica cedette la sovranità su Pieve di Teco alla Casa di San Giorgio. Poiché, tuttavia, l'amministrazione dei possedimenti territoriali si era rivelata antieconomica, la Casa di San Giorgio restituì alla Repubblica tutti i territori che le rimanevano in sovranità, fra cui Pieve di Teco, nel 1562.
Il borgo - in particolare le mura e il castello - subirono nel corso dei secoli innumerevoli invasioni, specie nella guerra tra i Genovesi e il Ducato di Savoia del 1625, e ogni volta i Pievesi dovettero far fronte alla ricostruzione del paese.
Dopo un breve periodo di pace, una nuova contesa nel 1672 tra il feudo di Rezzo (legato a Genova) e Cenova (compresa nel sabaudo marchesato del Maro) fu la scintilla che diede origine ad un nuovo conflitto politico tra la repubblica e il ducato sabaudo. Genova reagì all'ennesimo scontro assoldando truppe di mercenari, provenienti dalla Corsica, che in prossimità della regione detta Savonera affrontarono i Piemontesi procurando loro ingenti perdite. Negli scontri tra le due parti subirono maggiori danni gli stessi abitanti della valle Arroscia che si trovarono proprio nel mezzo dell'attacco. Il ducato sabaudo attaccò a sua volta l'esercito corso-genovese al mattino del 21 luglio 1672 dove, grazie a nuovi rinforzi delle guardie, riuscirono a sconfiggere i mercenari in località Paperera, che da allora assunse la nuova denominazione di Paperera delle Guardie. Una lapide ricorderà ai posteri l'evento bellico, epigrafe che durante la lotta partigiana di Resistenza nella seconda guerra mondiale verrà distrutta.
Il Ducato di Savoia riuscì a conquistare Pieve di Teco nel 1744, ma già nel 1786 la popolazione si scontrò col vicino borgo piemontese di Ormea a causa dei pascoli nel territorio di Viozene. Nel 1794 assistette al passaggio dell'esercito francese diretto in Piemonte che lasciò il borgo e la valle del fiume Impero in rovina. Nell'ambito della prima campagna d'Italia napoleonica è segnalato nelle cronache del borgo il pernottamento a Pieve di Teco del generale Napoleone Bonaparte.

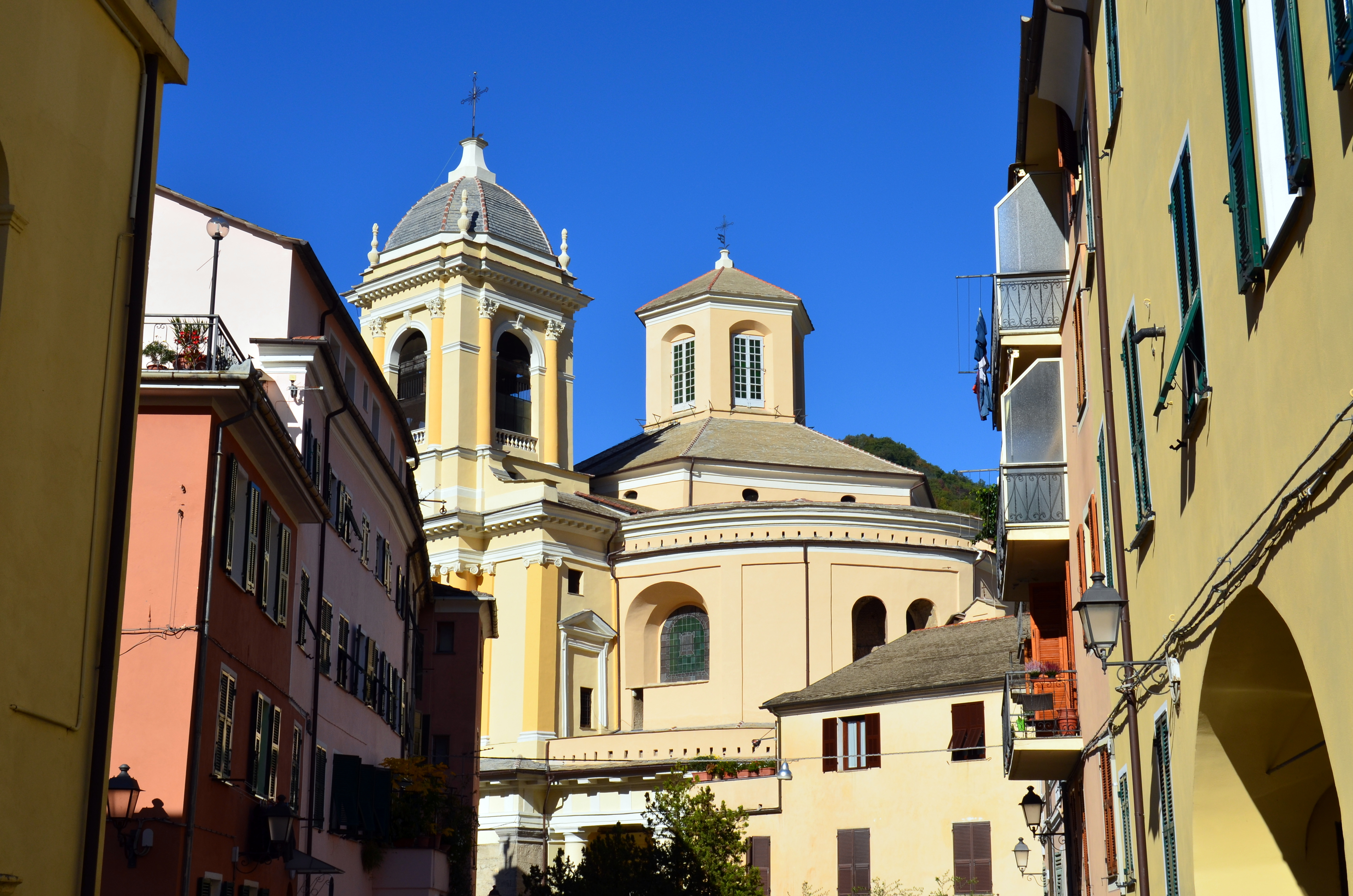
Scorcio della collegiata pievese

Con la dominazione francese il territorio pievese rientrò dal 2 dicembre 1797 all'interno della Repubblica Ligure. Dal 28 aprile del 1798 fece parte del VIII cantone, come capoluogo, della Giurisdizione di Centa e dal 1803 centro principale del III cantone omonimo nella Giurisdizione degli Ulivi. Annesso al Primo Impero francese dal 13 giugno 1805 al 1814 venne inserito nel Dipartimento di Montenotte.
Nel 1815 il territorio fu inglobato nel Regno di Sardegna, così come stabilì il Congresso di Vienna del 1814, e successivamente nel Regno d'Italia dal 1861. Dal 1859 al 1926 il territorio fu compreso nel V mandamento di Pieve di Teco del circondario di Porto Maurizio facente parte della provincia di Porto Maurizio (poi Provincia di Imperia, dal 1923). Nel 1862 assunse l'attuale denominazione di Pieve di Teco.
Subì alcuni aggiustamenti amministrativi nel 1928 quando al comune di Pieve di Teco furono aggregati i territori dei soppressi comuni di Moano e di Armo, e ancora nel 1929 con l'inglobamento di Calderara (quest'ultima assieme a Cartari, fino a quell'anno, costituiva il comune di Cartari e Calderara); la frazione di Cartari venne invece annessa a Cesio, mentre l'ex frazione del soppresso comune, Siglioli, fu unita a Vessalico). Risale, infine, al 1949 l'ultima modifica ai confini con la cessione della frazione di Armo per la ricostituzione dell'omonimo ente comunale.
Dal 1973 al 31 dicembre 2008 è stata la sede amministrativa della Comunità montana Alta Valle Arroscia.

### Simboli
Stemma
Gonfalone
Bandiera

Lo stemma e il gonfalone sono stati concessi con decreto del presidente della Repubblica del 15 dicembre 1959.

## Monumenti e luoghi d'interesse

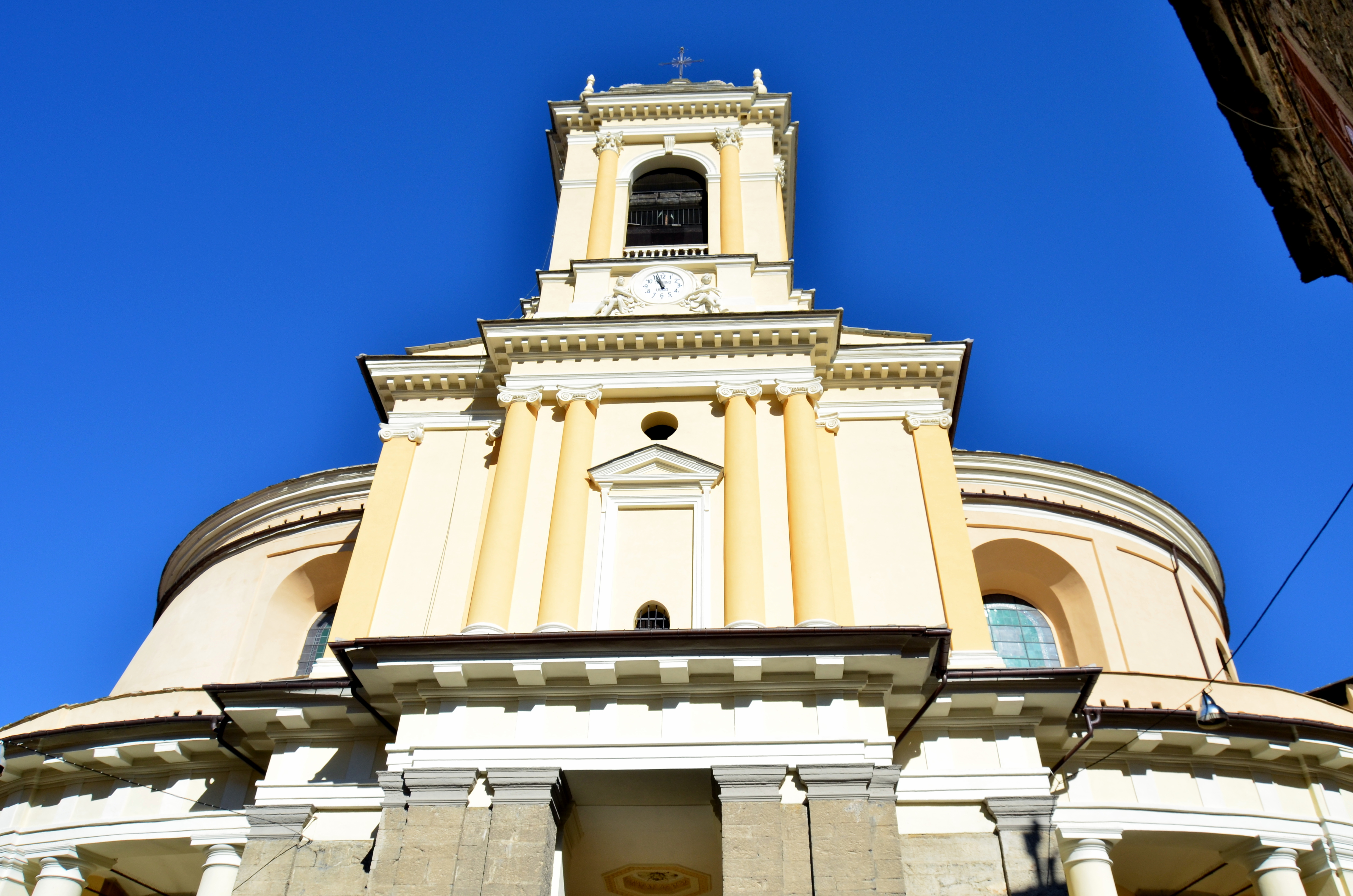
La chiesa collegiata di San Giovanni Battista nel centro storico pievese

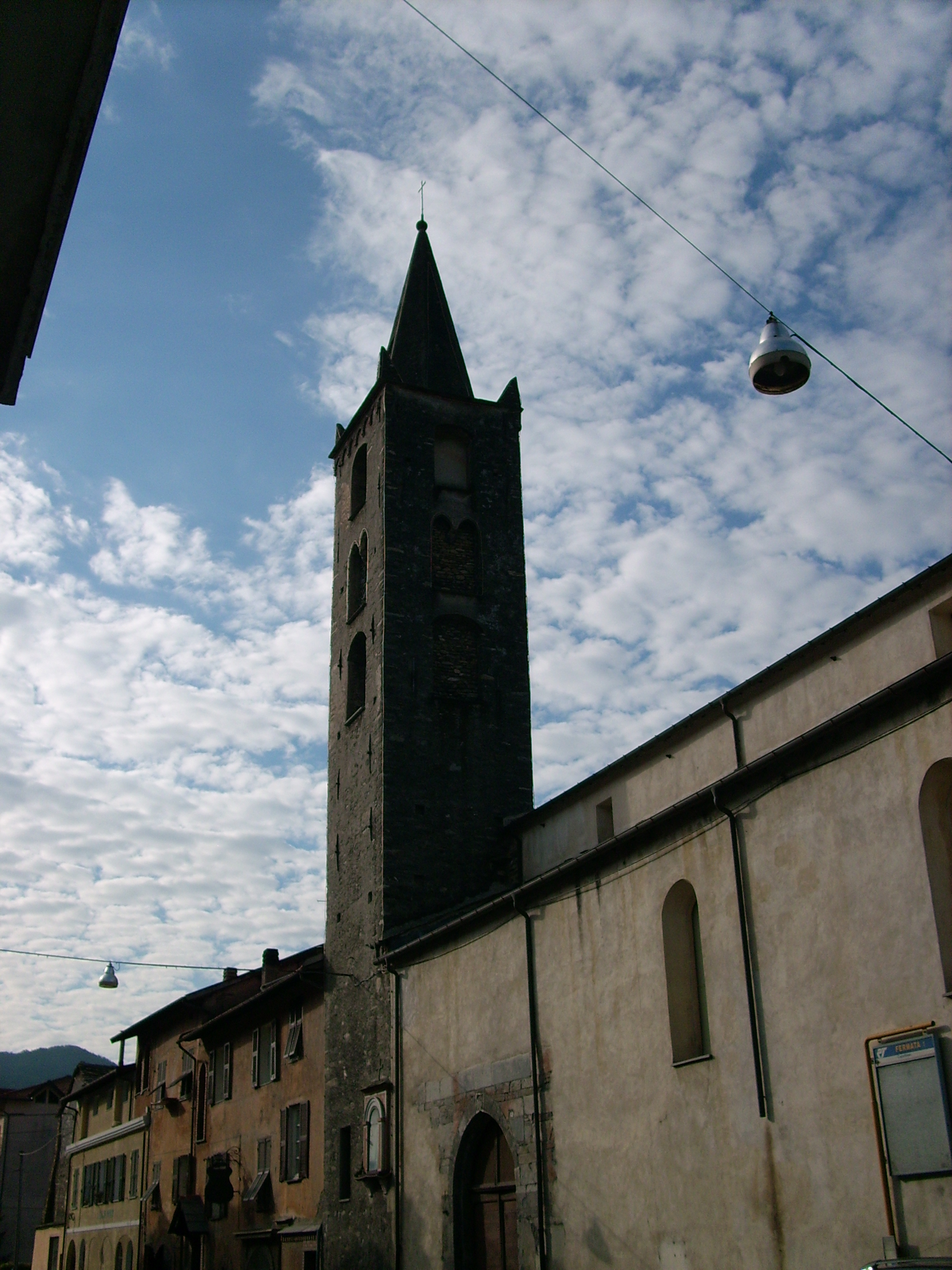
Il campanile del complesso della Madonna della Ripa

### Architetture religiose
- Chiesa collegiata di San Giovanni Battista nel centro storico di Pieve di Teco, costruita in stile gotico attorno al 1460, venne riedificata in stile neoclassico, tra il 1782 e il 1806, su progetto di Gaetano Cantoni.
- Oratorio di San Giovanni Battista a Pieve di Teco, eretto nel 1234.
- Ex chiesa della Madonna della Ripa, a Pieve di Teco, costruita nel 1370 dai monaci benedettini come prima parrocchia (pieve) del nuovo borgo, così come l'attiguo campanile. Sconsacrata, la chiesa è sede del museo diocesano d'arte sacra dell'alta valle Arroscia.
- Ex convento delle Agostiniane nel centro storico di Pieve di Teco. L'edificio fu costruito sul luogo ove sorgeva l'antico castello, demolito nel 1625 dall'esercito piemontese nella battaglia tra la Repubblica di Genova e il Ducato di Savoia. Vi è murato dal 1644 un cinquecentesco bassorilievo in pietra - già presente nel precedente castello - raffigurante un agnello, san Giovanni Battista e santa Caterina d'Alessandria con la ruota del martirio.
- Ex convento di Sant'Agostino, situato poco fuori dal centro storico di Pieve di Teco. Il convento è risalente al periodo rinascimentale (1471) ed è attualmente uno degli edifici di tale periodo storico meglio conservato nella zona. Il chiostro formato da ventiquattro pilastri ottagonali è databile al 1478 e risulta essere il più vasto ed arioso di tutta la Liguria occidentale; il campanile è risalente al XVI secolo e presenta una torre con cella a bifore e una cupola poligonale con pinnacoli e lanterna. Dopo l'esproprio avvenuto nelle fasi successive all'Unità d'Italia, negli anni a seguire fu adibito a caserma del locale battaglione Alpi e poi ad istituto per ragazzi orfani. All'interno dell'ex chiesa, che risulta in grave stato di abbandono, così come pure gli esterni della struttura, conserva cicli di affreschi del Cinquecento attribuiti al pittore Pietro Guido da Ranzo.

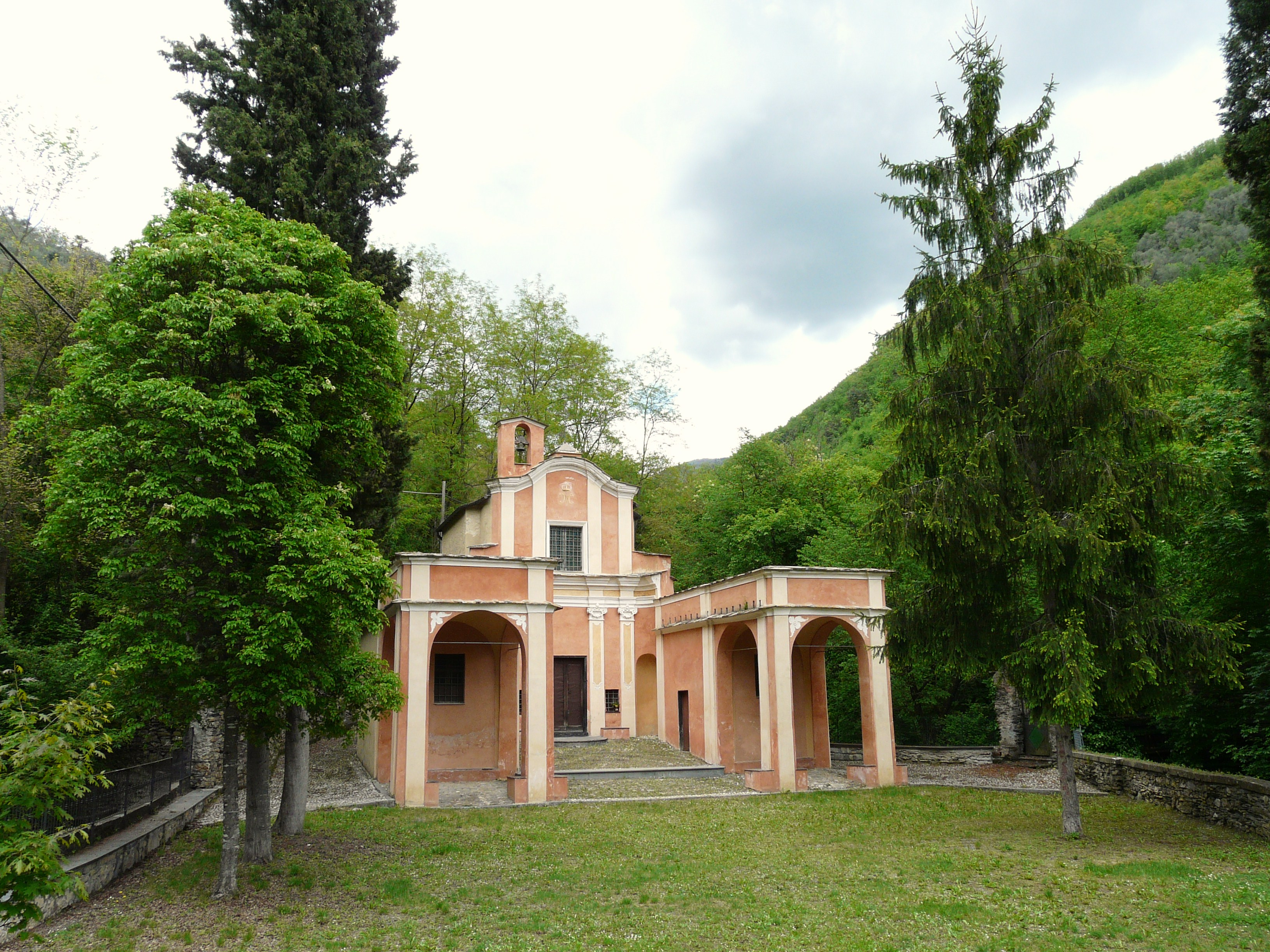
Il santuario della Madonna dei Fanghi

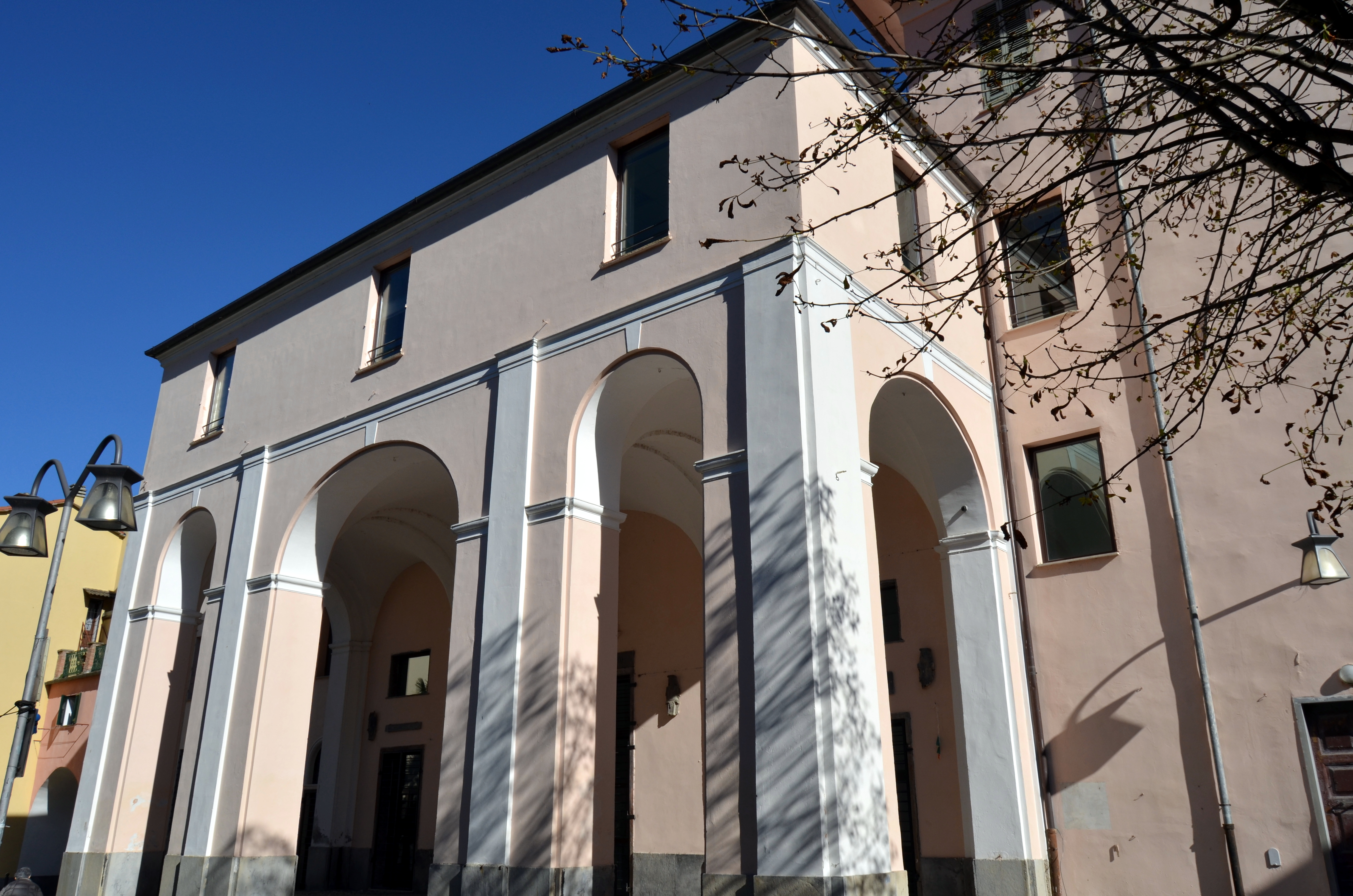
Il complesso Rambaldi, già convento delle Agostiniane.

- Antico monastero e chiesa di San Pietro in Carpeneto in località Piani di San Pietro, lungo l'antica strada che collega Pieve ad Acquetico ed al Piemonte. Costruito attorno al XI secolo ne rimangono i resti, la chiesa venne restaurata e riconsacrata attorno al 1460.
- Chiesa parrocchiale di San Giacomo il Maggiore nella frazione di Acquetico.
- Oratorio di Nostra Signora Assunta nella frazione di Acquetico.
- Cappella della Madonna di Collareto nella frazione di Acquetico.
- Cappella della Madonna della Neve nella frazione di Acquetico.
- Cappella di San Lorenzo nella frazione di Acquetico.
- Cappella di San Rocco nella frazione di Acquetico.
- Cappella di Santa Lucia nella frazione di Acquetico.
- Chiesa parrocchiale di San Giorgio nella frazione di Calderara.
- Chiesa vecchia di San Giorgio nella frazione di Calderara.
- Cappella della Madonna della Neve nella frazione di Calderara.
- Chiesa di San Bernardo nella frazione di Lovegno.
- Rovine della chiesa di Sant'Antonino nella frazione di Lovegno.
- Chiesa parrocchiale di San Martino nella frazione di Moano. Di origini medievali, ma rimaneggiata in epoca barocca (prima metà del XVII secolo).
- Oratorio di San Gregorio Magno nella frazione di Moano.
- Cappella di San Sebastiano nella frazione di Moano.
- Cappella della Madonna delle Grazie nella frazione di Moano, in cima al borgo, risalente al 1610 circa.
- Santuario della Madonna della Neve nella frazione di Moano, presso la Colla Domenica.
- Chiesa di Santa Lucia nella frazione di Muzio.
- Oratorio di Santa Croce nella frazione di Muzio.
- Chiesa parrocchiale di San Michele Arcangelo nella frazione di Nirasca.
- Oratorio di San Sebastiano nella frazione di Nirasca.
- Cappella della Madonna dell'Acinello nella frazione di Nirasca.
- Cappella della Madonna delle Grazie nella frazione di Nirasca.
- Cappella di San Rocco nella frazione di Nirasca.
- Cappella di San Sebastiano nella frazione di Nirasca.
- Chiesa parrocchiale di Nostra Signora del Rosario nella frazione di Trovasta.
- Santuario di Nostra Signora dell'Assunta nella frazione di Trovasta.
- Santuario della Madonna dei Fanghi nell'omonima località.
- Convento di San Francesco. L'edificio fu eretto nella prima meta del XVII secolo ed è raggiungibile percorrendo una strada selciata in ripida ascesa. Poco più avanti del convento, posto in posizione sovrastante il paese, è presente un fitto bosco detto dei Cappuccini con alberi secolari.

### Architetture civili

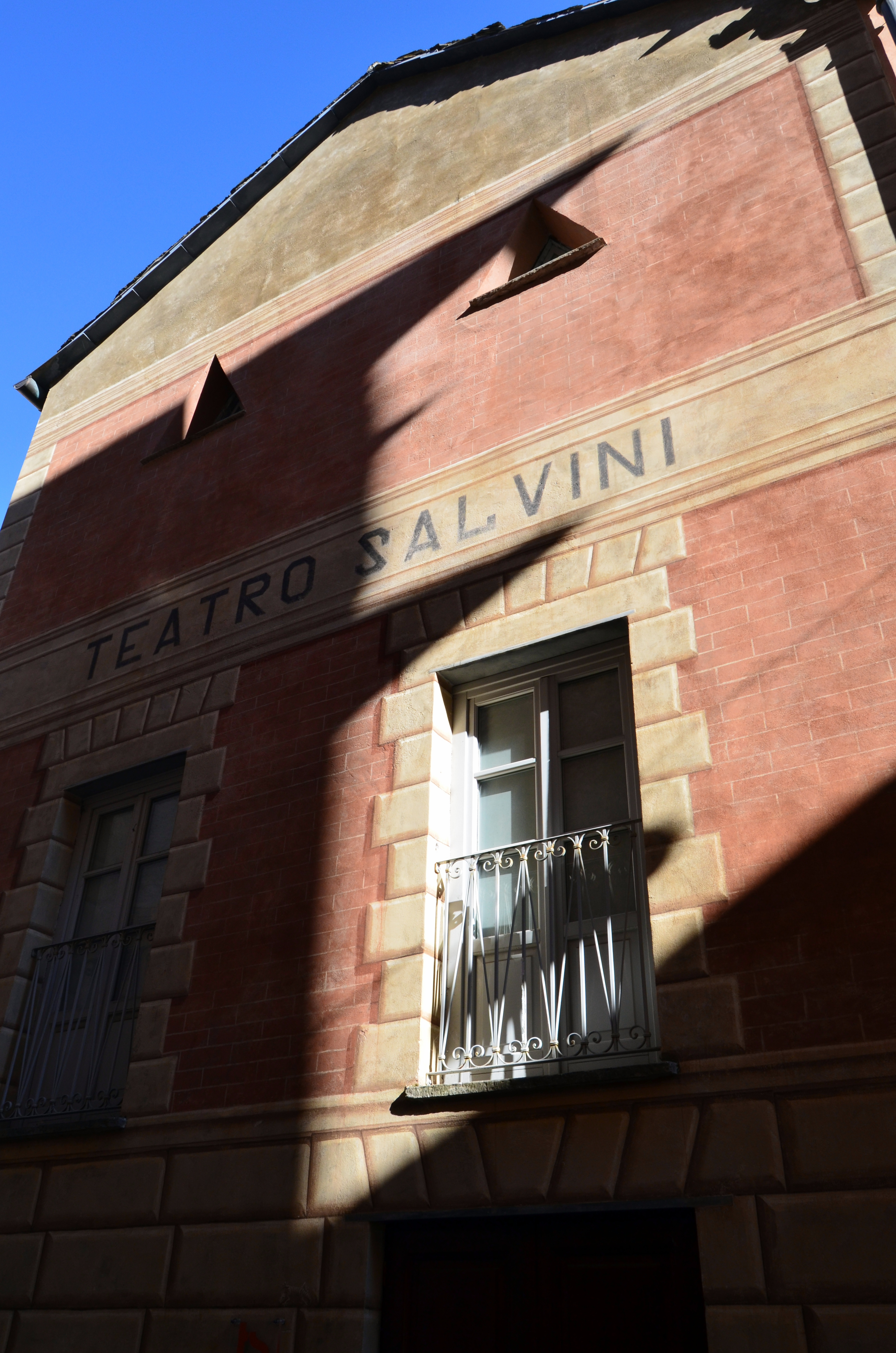
Il teatro Salvini

- Il teatro SalviniPalazzo Borelli a Pieve di Teco. Sede del municipio dal 1903, fu l'abitazione del senatore Bartolomeo Borelli. Gli arredi originali sono stati restaurati nel 2004, con il contributo della Fondazione Carige ed il palazzo è stato dotato di ascensore.
- Teatro civico "Rambaldi". Il teatro è situato nell'antica loggia della chiesa delle Agostiniane. La cupola e la loggia furono edificate nel 1664 su disegno del pittore locale Giulio Benso, allievo del genovese Giovanni Battista Paggi. Il teatro, utilizzato fino agli anni ottanta anche come cinematografo, è stato ristrutturato nel 2006 in funzione di auditorium, con posti a sedere in platea ed in galleria. È attrezzato con un moderno impianto multimediale.
- Teatro "Salvini". Il teatro fu costruito nel 1834 con una tipica forma a ferro di cavallo, per un totale di 96 posti a sedere in platea e 16 nei palchetti laterali; il palco misura 43 m2 e, viste le piccole dimensioni strutturali, è considerato il secondo teatro più piccolo d'Italia[16]. Già appartenuto alla famiglia Manfredi ed ora di proprietà della Provincia di Imperia, dopo un accurato restauro dello stabile, avvenuto tra il 2001 e il 2003, ha potuto riaprire al pubblico dopo quasi cinquant'anni di chiusura.
- Ex ospedale vecchio di Pieve di Teco. Edificato nel 1402 al di fuori delle mura cittadine, presso la riva dell'Arrogna. Attualmente edificio privato e sopraelevato di un piano, presenta un portale in pietra scolpita con la raffigurazione dell'Annunciazione.
- Complesso monumentale della Madonna della Ripa e dell'oratorio dell'Assunta a Pieve di Teco. Del XIV secolo, i locali sono stati restaurati tra il 2005 e il 2006 e ospitano la sezione "Alta Val Arroscia" del museo della Diocesi di Albenga-Imperia. Tra le opere esposte, alcune tele di Giulio Benso e Domenico Piola, e due sculture di Anton Maria Maragliano.
- Ex caserma "Sebastiano Manfredi" a Pieve di Teco. Ristrutturata nel 2006 ora ospita, al piano terra, il museo delle Maschere di Ubaga, con opere di artisti contemporanei e dal 2014 anche l'Istituto Tecnico Commerciale Statale "G. Ruffini".
- Molino del Longo, parzialmente restaurato negli anni 90 del XX secolo.

### Architetture militari
- Forte Richermo, al confine con Pornassio, è una delle fortificazioni che compongono lo Sbarramento di Nava, costruito a fine Ottocento a difesa dell'omonimo valico.

### Aree naturali
Nel territorio pievese è conservato un sito di interesse comunitario (SIC) denominato Campasso - Grotta Sgarbu Du Ventu, istituito con Decreto Ministeriale del 25 marzo 2005, ai sensi della Direttiva 92/43/CEE (Direttiva Habitat).

## Società

### Evoluzione demografica
Abitanti censiti

### Etnie e minoranze straniere
Secondo i dati Istat al 31 dicembre 2019, i cittadini stranieri residenti a Pieve di Teco sono 213, così suddivisi per nazionalità, elencando per le presenze più significative:
1. Albania, 64
2. Marocco, 53

### Qualità della vita
Il Comune di Pieve di Teco ha conseguito, unitamente agli altri comuni della valle dell'Arroscia, su progetto dell'allora Comunità montana Alta Valle Arroscia nel 2006, la certificazione del proprio sistema di gestione ambientale conformemente alla norma ISO 14001.

## Cultura

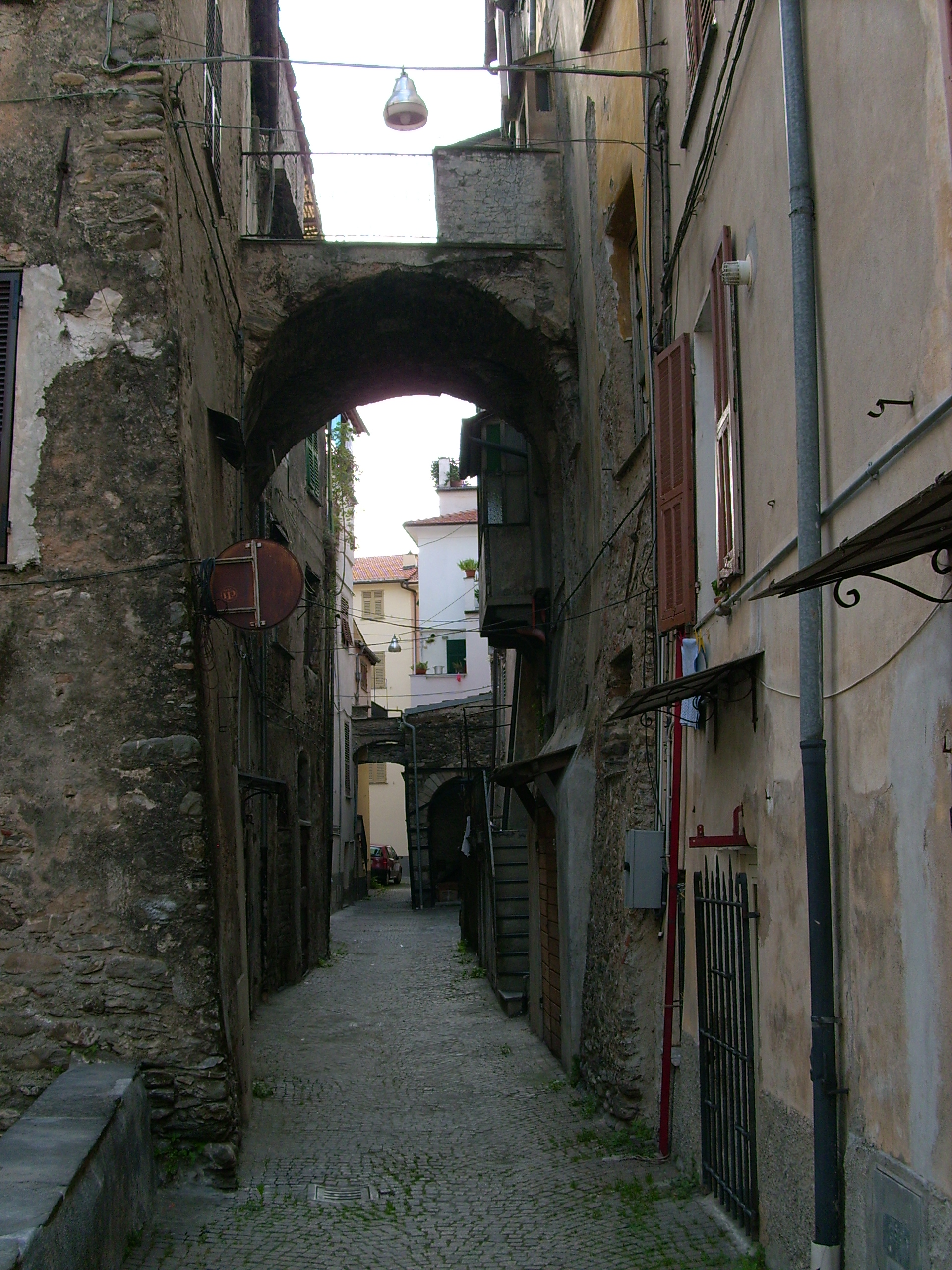
Scorcio di un vicolo del centro storico pievese

### Istruzione

#### Scuole
Pieve di Teco è sede del seguente istituto scolastico statale, inerente al ciclo scolastico della scuola secondaria di secondo grado:
- Istituto Tecnico Commerciale Statale "G. Ruffini". Dal 2014 è ospitato nei locali dell'ex caserma "Sebastiano Manfredi".

È inoltre sede dell'unica scuola secondaria di primo grado presente in valle Arroscia, raggruppata con le altre scuole elementari e materne della valle nell'Istituto Comprensivo "G. Gabrielli".

#### Musei
- Museo diocesano d'arte sacra dell'alta valle Arroscia presso la navata dell'ex chiesa del complesso della Madonna della Ripa.

### Eventi
Pieve di Teco è famosa nel ponente ligure per l'evento denominato "CarneValle". Infatti, come "capoluogo" della valle Arroscia, ogni anno, la domenica prima del Martedì grasso, la cittadina organizza ed ospita una goliardica sfilata di carri allegorici, provenienti da tutta la valle. Molto spesso si tratta di trattori o altri mezzi agricoli addobbati rappresentanti umoristicamente fatti e situazioni, locali ma non solo, di particolare risonanza nella zona.
Il personaggio caratteristico in maschera di Pieve di Teco è "Bacì l'Inciaštru", raffigurato come un uomo corpulento, bonario, un po' vanaglorioso, dalla chioma rossiccia e spelacchiata, vestito da clown, che lascia intendere di saper far e aggiustare tutto, ci prova a modo suo, ma combina guai.

## Geografia antropica

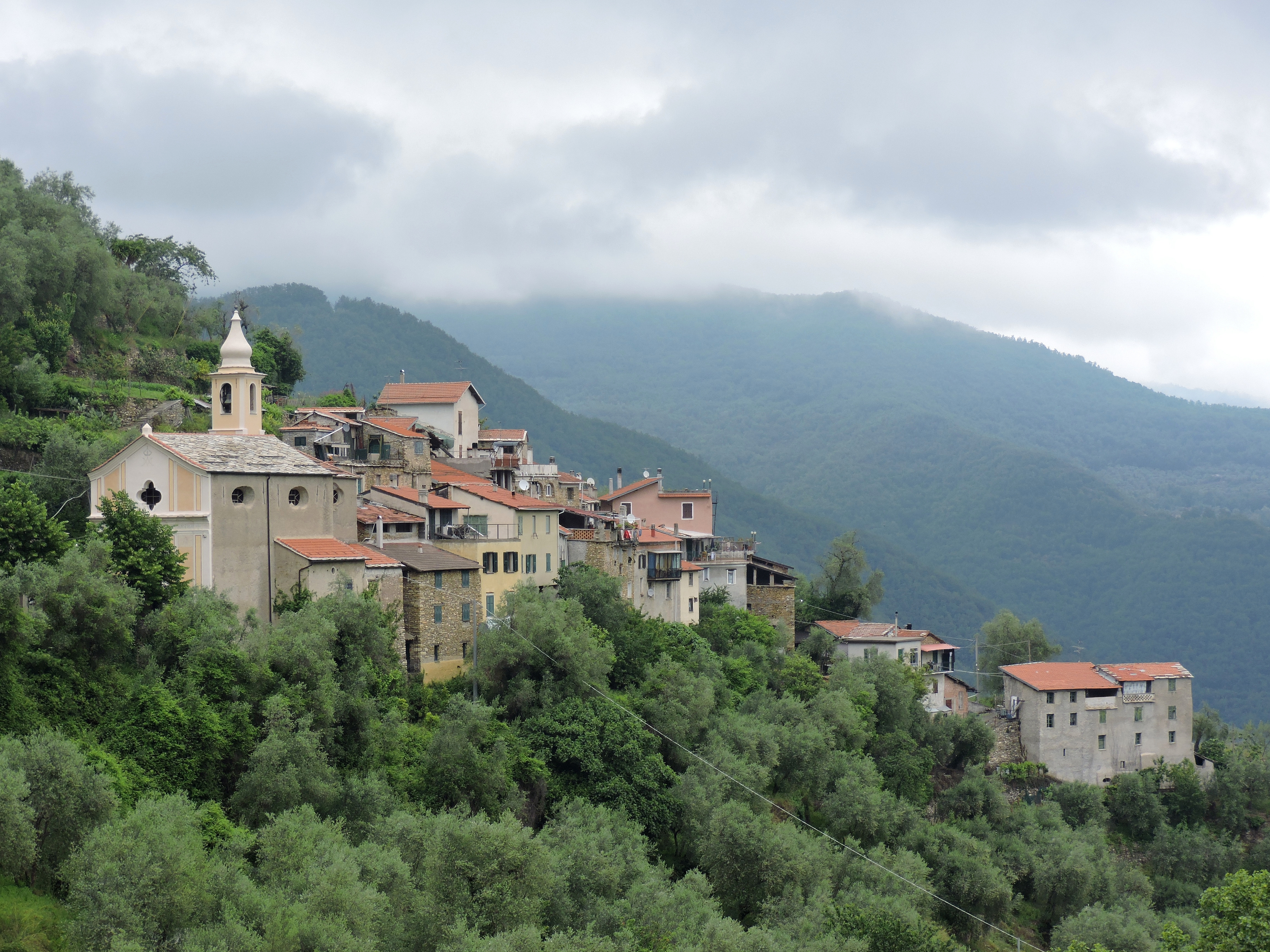
La frazione di Calderara

Il territorio comunale è costituito, oltre al capoluogo, dalle frazioni di Acquetico, Calderara, Lovegno, Moano, Muzio, Nirasca e Trovasta, per una superficie territoriale di 40,51 km².
Confina a nord con i comuni di Armo e Caprauna (CN), a sud con Aurigo, Borgomaro e Caravonica, ad ovest con Pornassio e Rezzo e ad est con Borghetto d'Arroscia, Vessalico e Cesio.

### Il borgo
Ancora oggi è ben visibile l'antico borgo storico medievale, a parte le mura storiche di cui rimangono solo alcune tracce nella parte nord dell'abitato pievese. Di pregio artistico, e che richiamano molto il classico stile architettonico ligure, sono i monumentali portici gotici e le case originarie a due piani perfettamente conservate. Alcune di esse furono sopraelevate tra il XVII e il XVIII secolo, conservando però lo stile medievale ligure.
Fino all'inizio del XX secolo era sotto i portici che la maggior parte degli artigiani pievesi svolgeva il proprio lavoro o esponeva la merce nei classici bancali. In particolare si esponevano prodotti legati alla attività agricola, alla pastorizia e calzature; la vicinanza con la valle del Tanaro e il Piemonte contribuì allo sviluppo commerciale ed economico. Alcune di queste antiche attività medievali sono presenti sotto i portici pievesi ancora oggi. Di pregio anche i numerosi portali in pietra e pilastri di antiche logge che, grazie a diversi restauri conservativi, sono stati messi in evidenza.

### Frazioni

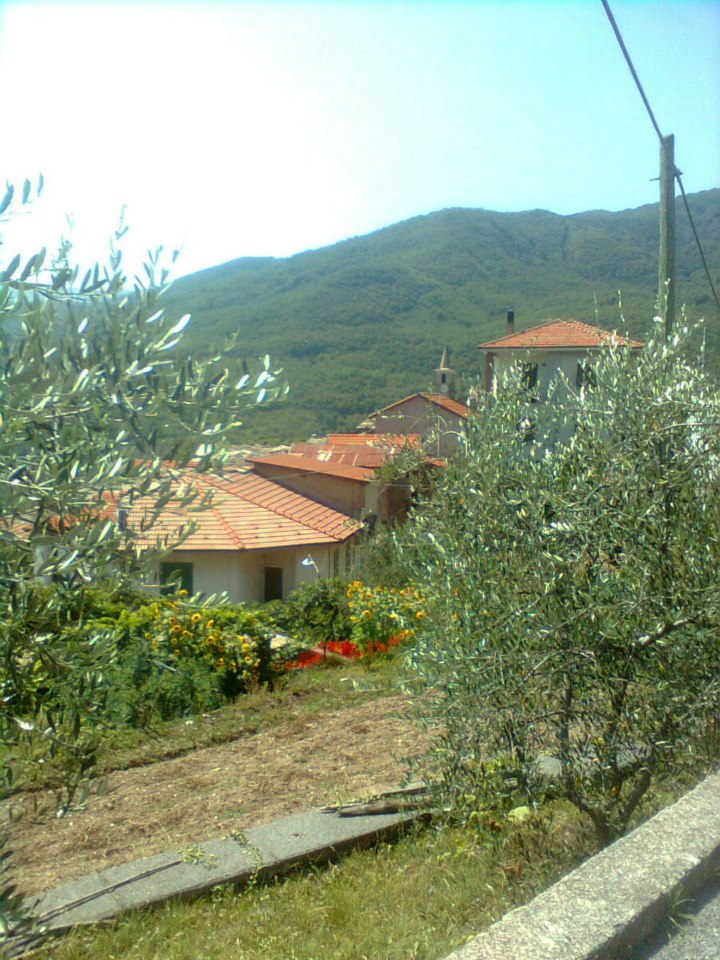
La frazione di Moano

- Acquetico. Situato a 405 m s.l.m., sulla strada statale 28 del Colle di Nava che divide la frazione nelle due borgate: Case Sottane e Case Soprane. La festa patronale di san Giacomo (cui è intitolata la chiesa parrocchiale) si celebra il 25 luglio; per questa occasione è annualmente organizzata una sagra. Coltivazione dell'ulivo e della vite.
- Calderara. Fino al 1929 fu comune autonomo insieme al vicino borgo di Cartari (oggi frazione di Cesio), denominato Cartari e Calderara, con Siglioli come frazione (da allora aggregata a Vessalico). Situata a 425 m s.l.m., ha una popolazione residente di 32 persone. Oggetto di importanti ristrutturazioni è stata la chiesa principale di San Giorgio Martire. Grazie alle sue chiese, alla sua posizione, alla sua acqua, è meta di frequenti visite turistiche. Grazie alla vicinanza alla città di Imperia, da cui dista circa 17 km, e al miglioramento della viabilità stradale, è oggetto di opere di ristrutturazioni dell'abitato e di ripopolamento.
- Lovegno. Frazione montana del comune a 706 m s.l.m., ormai quasi disabitata (vi risiede una decina di abitanti). Fino agli anni cinquanta del Novecento era centro agro pastorale.
- Moano. Tipico borgo ligure di tradizione agro-silo-pastorale situato a 540 m s.l.m., ha anch'esso subito il fenomeno dello spopolamento. Coltivazione dell'ulivo, della vite e allevamento bovino. Fu comune autonomo, con Trovasta come frazione, fino al 1928, quando entrò a far parte del comune di Pieve di Teco. Vi si trova la chiesa parrocchiale di San Martino, con campanile inclinato, a conci squadrati; risale all'epoca barocca, intorno ai primi decenni del XVII secolo.
- Muzio. Sulla provinciale per Albenga a 240 m s.l.m., piccolo centro agricolo: coltivazione della vite e dell'ulivo. Nel piccolo borgo si trovano la chiesa parrocchiale di Santa Lucia e l'oratorio di Santa Croce, oltre ad un antico palazzo. Sovrastante Muzio si trova la borgata di Ligassorio, località soleggiata ove trovano il loro ideale ambiente le coltivazioni della vite e dell'ulivo.
- Nirasca. Divisa nelle borgate di Case Soprane e Case Sottane. Coltivazione dell'ulivo, della vite e allevamento bovino. Situata a 475 m s.l.m.. La chiesa parrocchiale è intitolata a san Michele Arcangelo.
- Trovasta. Situata a 650 m s.l.m., ha una popolazione residente di 17 persone, che negli anni cinquanta del Novecento erano ancora oltre 100. Molti ruderi, abbandonati da anni, sono in questi ultimi anni oggetto di importanti ristrutturazioni; una delle più rilevanti è la ristrutturazione del santuario dell'Assunta. Essendo a 650 m di altezza, si trova al limite della coltura dell'ulivo. Fu frazione di Moano fino al 1928, quando venne aggregata a Pieve di Teco (insieme al soppresso comune di Moano).

## Economia

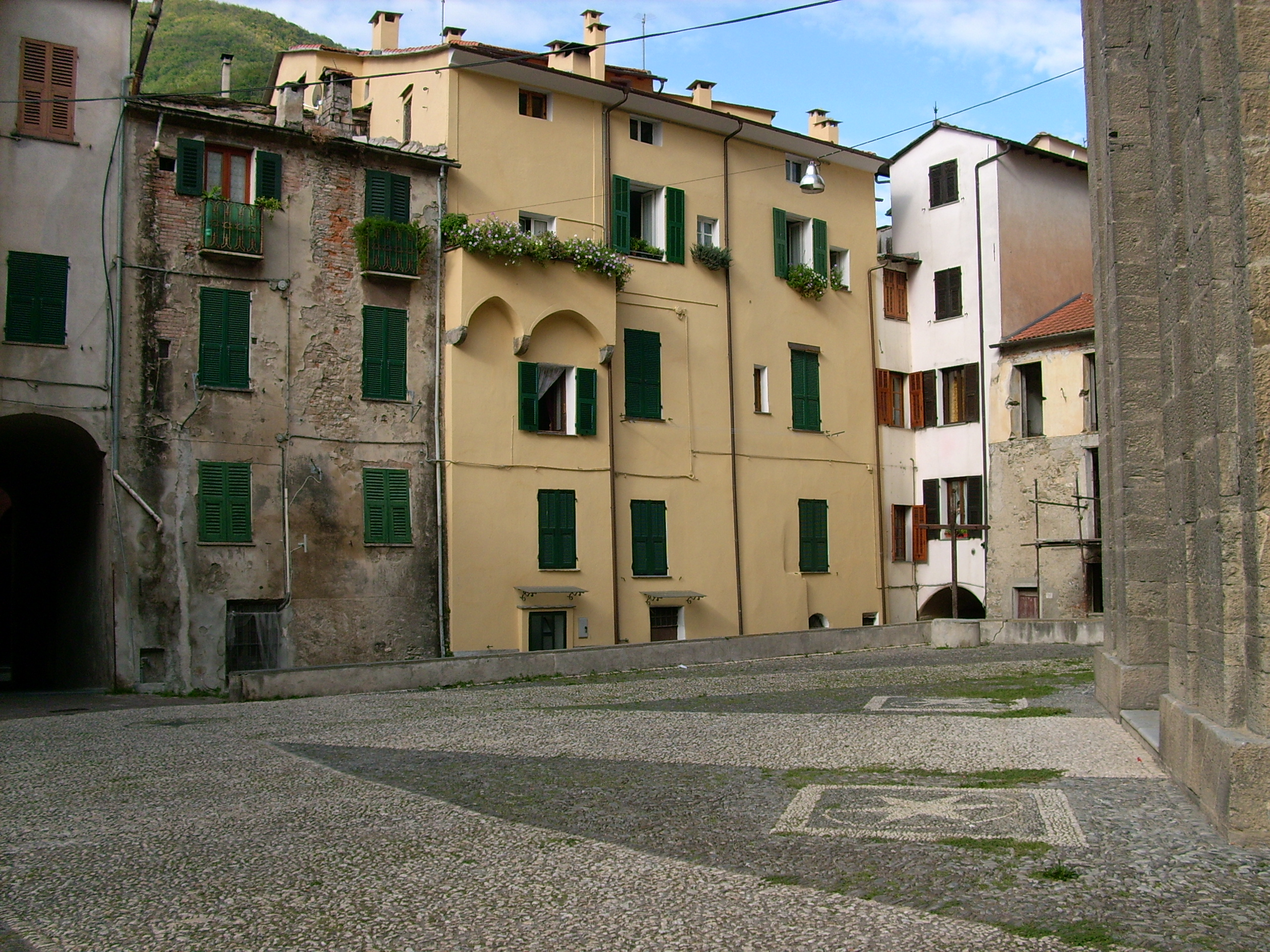
Scorcio del centro storico pievese

La principale risorsa economica è legata all'agricoltura specie la coltivazione dell'ulivo e della vite. Viene inoltre praticato lo sfruttamento delle aree boschive e l'allevamento del bestiame ovino e bovino.
Nel territorio comunale sono presenti quattro grandi industrie attive nella produzione di serramenti metallici, articoli enologici, articoli per la coltivazione in serra e prodotti alimentari. La precedente e antica fabbricazione calzaturiera è quasi del tutto abbandonata. Rinomata la produzione di aglio, zucchine e rape.

## Infrastrutture e trasporti

### Strade
Il centro di Pieve di Teco è attraversato principalmente dalla strada statale 28 del Colle di Nava, la quale permette il collegamento stradale con Pornassio, a nord, e Cesio verso sud. Nel 2011 è stata aperta una variante al percorso originario, che taglia fuori l'intero abitato transitando in galleria sul lato opposto del torrente Arroscia, riunendosi poi al tracciato preesistente, in direzione del Colle di Nava, mediante un viadotto che attraversa la valle.
Dalla località di Saponiera parte il tracciato della strada statale 453 della Valle Arroscia.

## Amministrazione

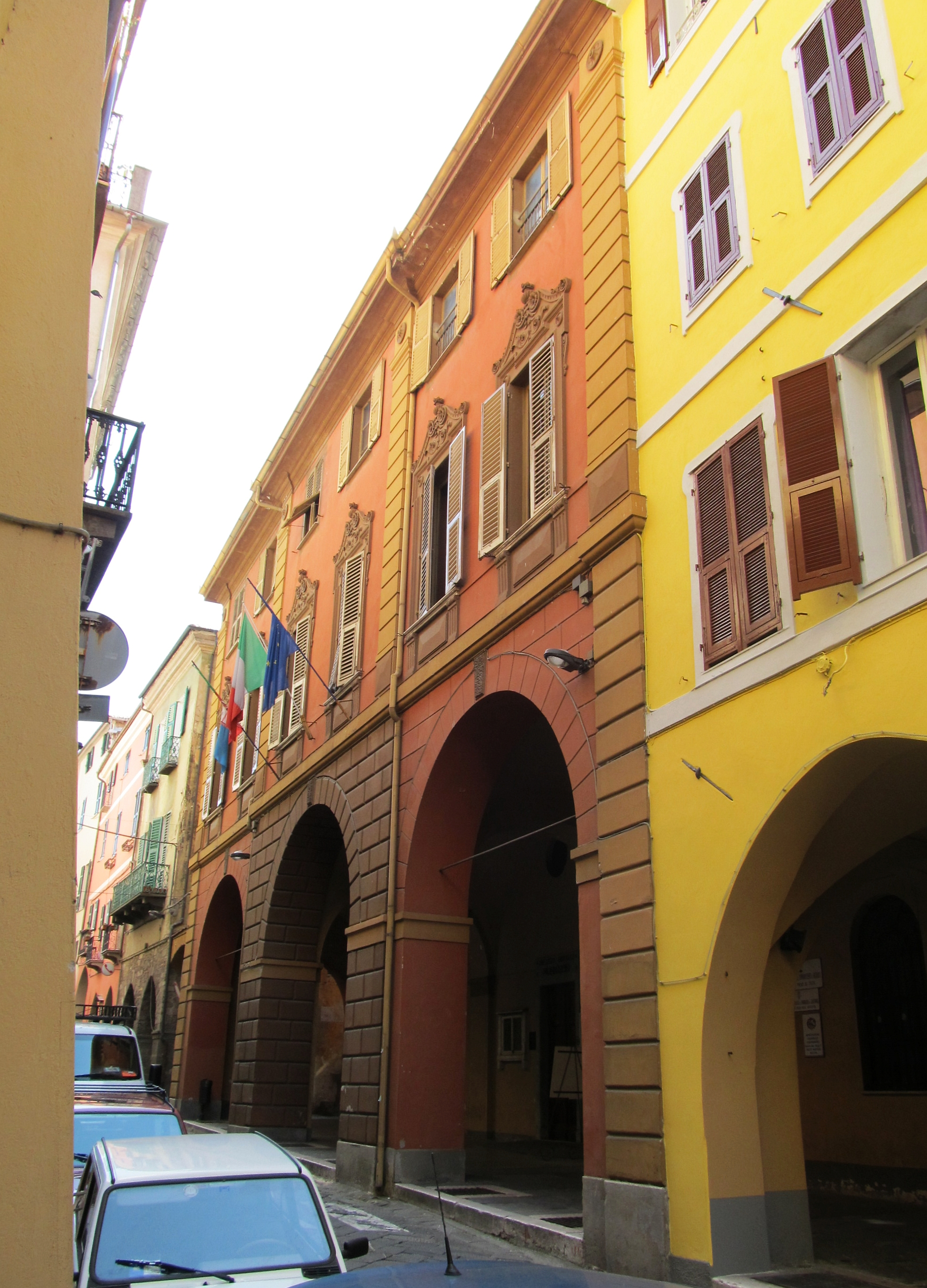
Palazzo Borelli, sede del municipio.

| Periodo           | Periodo           | Primo cittadino       | Partito                             | Carica         | Note   |
| ----------------- | ----------------- | --------------------- | ----------------------------------- | -------------- | ------ |
| 30 maggio 1985    | 3 aprile 1989     | Marco Lengueglia      | Democrazia Cristiana                | Sindaco        | [ 21 ] |
| 3 aprile 1989     | 30 maggio 1990    | Luciano Brunengo      | Democrazia Cristiana                | Sindaco        |        |
| 30 maggio 1990    | 24 aprile 1995    | Luciano Brunengo      | Democrazia Cristiana                | Sindaco        |        |
| 24 aprile 1995    | 23 dicembre 1997  | Lucia Casella         | lista civica                        | Sindaco        | [ 22 ] |
| 23 dicembre 1997  | 25 maggio 1998    | Claudio Sammartino    |                                     | Comm. straord. | [ 23 ] |
| 25 maggio 1998    | 28 maggio 2002    | Renzo Brunengo        | lista civica                        | Sindaco        |        |
| 28 maggio 2002    | 29 maggio 2007    | Renzo Brunengo        | lista civica                        | Sindaco        |        |
| 29 maggio 2007    | 12 settembre 2007 | Alfredo Delfino       | Uniti per Pieve (lista civica)      | Sindaco        | [ 22 ] |
| 12 settembre 2007 | 15 aprile 2008    | Piero Raimondi        |                                     | Comm. straord. | [ 24 ] |
| 15 aprile 2008    | 28 maggio 2013    | Alessandro Alessandri | Insieme per cambiare (lista civica) | Sindaco        |        |
| 28 maggio 2013    | 12 giugno 2018    | Alessandro Alessandri | Insieme per cambiare (lista civica) | Sindaco        | [ 25 ] |
| 12 giugno 2018    | 15 maggio 2023    | Alessandro Alessandri | Insieme per cambiare (lista civica) | Sindaco        |        |
| 15 maggio 2023    | in carica         | Enrico Pira           | Prima Pieve di Teco (lista civica)  | Sindaco        |        |

### Gemellaggi
Pieve di Teco è gemellata con:
- Bagnols-en-Forêt, dal 1990

### Altre informazioni amministrative
Pieve di Teco fa parte dell'Unione dei comuni dell'Alta Valle Arroscia, di cui ospita la sede.

## Sport
Lo sport tradizionale a Pieve di Teco è il pallapugno dove esistono due società pallonistiche e un sferisterio, rifatto integralmente nel 2006.
- l'A.S Pievese, che nel 2007 ha disputato il campionato di serie B, vincendo il titolo italiano di categoria.
- l'A.S.D Valle Arroscia, che ha ottenuto buoni piazzamenti nel campionato di C2 e nella categoria "Esordienti" (giovanile, dove militano atleti di 12-13 anni).